# Charlotte Habersack

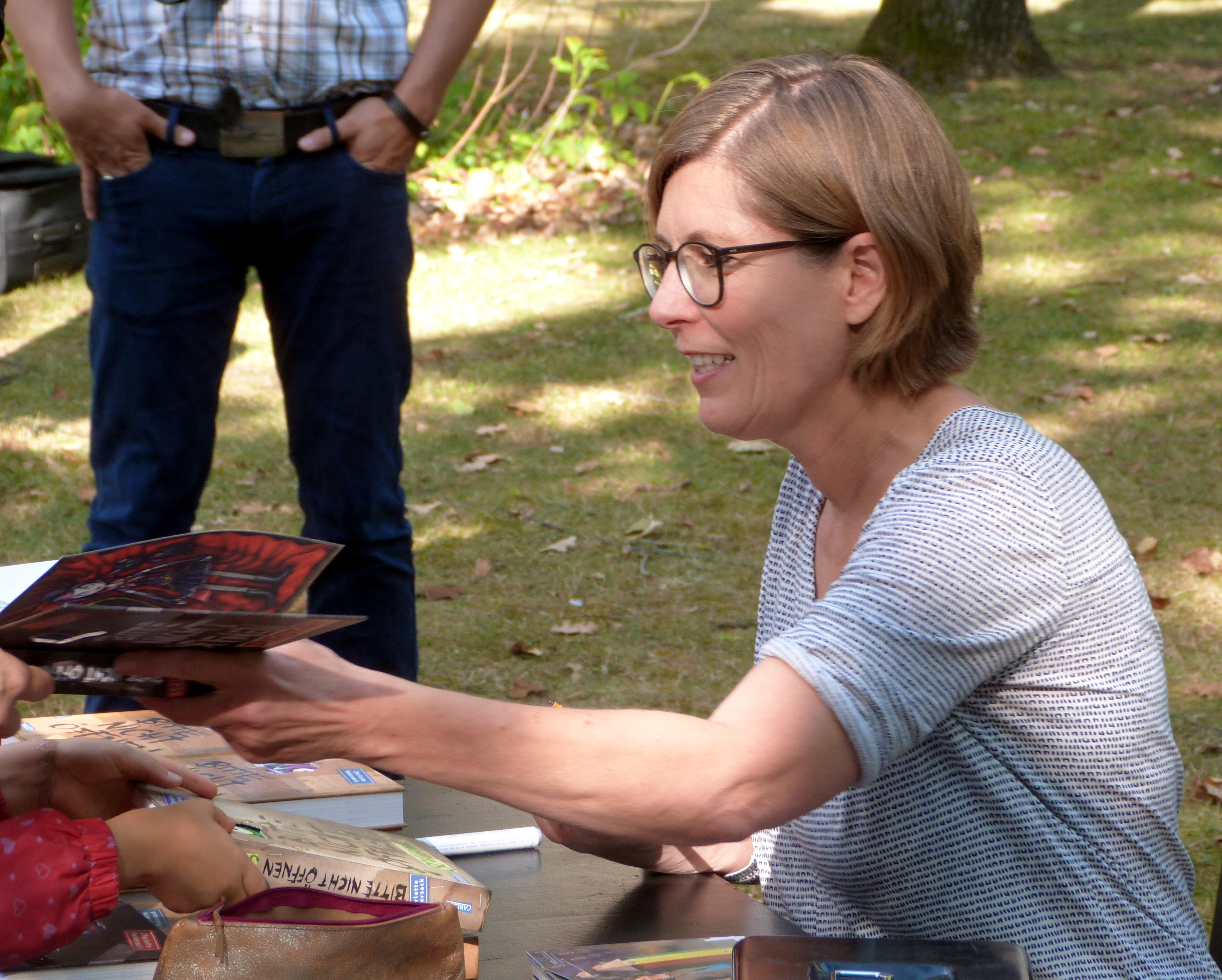
Charlotte Habersack nach einer Lesung auf dem Erlanger Poetenfest 2018

Charlotte Habersack (* 1966 in München) ist eine Autorin von Kinderbüchern, Sachbüchern und Drehbüchern.

## Leben
Charlotte Habersack wuchs als älteste von drei Schwestern in München auf.
Sie studierte Germanistik in Augsburg und München und arbeitete als Kinoredakteurin und Comedy-Autorin. Sie hat zwei Kinder und lebt mit ihrem Mann in München.

## Auszeichnungen
- Leipziger Lesekompass (2017) für das Buch Bitte nicht öffnen – bissig![5]
- Nordstemmer Zuckerrübe (2018) für das Buch Bitte nicht öffnen – bissig![6]
- Friedrich-Glauser-Preis (2020) in der Kategorie Kinderkrimi für das Buch Bitte nicht öffnen – Feurig![7]

## Werke (Auswahl)

### Kinderbücher
- Pippa-Pepperkorn-Reihe (mit Illustrationen von Melanie Garanin)
  - Pippa Pepperkorn neu in der Klasse (2013) Carlsen ISBN 3-551-65311-9
  - Pippa Pepperkorn und die Tiere (2013) Carlsen ISBN 978-3-551-65312-3
  - Pippa Pepperkorn und die Schickimicki-Zicke (2014) Carlsen ISBN 3-551-65313-5
  - Pippa Pepperkorn auf Klassenfahrt (2014) Carlsen ISBN 978-3-551-65314-7
  - Pippa Pepperkorn auf dem Ponyhof (2015) Carlsen ISBN 978-3-551-65315-4
  - Pippa Pepperkorn rettet den Winter (2015) Carlsen ISBN 3-551-65316-X
  - Pippa Pepperkorn gruselt sich (nicht) (2017) Carlsen ISBN 978-3-551-65317-8
  - Pippa Pepperkorn macht Ferien (2018) Carlsen ISBN 978-3-551-65318-5

- Bitte-nicht-öffnen-Reihe
  - Bitte nicht öffnen – bissig! (2016) Carlsen ISBN 3-551-65211-2
  - Bitte nicht öffnen – schleimig! (2017) Carlsen ISBN 978-3-551-65212-6
  - Bitte nicht öffnen – durstig! (2018) Carlsen ISBN 978-3-551-65213-3
  - Bitte nicht öffnen – feurig! (2019) Carlsen ISBN 3-551-65214-7
  - Bitte nicht öffnen – Magic! (2020) Carlsen ISBN 978-3-551-65215-7
  - Bitte nicht öffnen – rostig! (2021) Carlsen ISBN 978-3-551-65216-4
  - Bitte nicht öffnen – winzig! (2022) Carlsen ISBN 978-3-551-65217-1
  - Bitte nicht öffnen – kratzig! (2023) Carlsen ISBN 978-3-551-65218-8
  - Bitte nicht öffnen – knautschig! (2024) Carlsen ISBN 978-3-551-65219-5

- Echte-Helden-Reihe
  - Feuerfalle Kran (2019) Dragonfly, Hamburg ISBN 978-3-7488-0010-1
  - Gefangen im Hochwasser (2019) Dragonfly, Hamburg ISBN 978-3-7488-0015-6
  - Der Geisterzug (2020) Dragonfly, Hamburg ISBN 978-3-7488-0036-1
  - Sturz ins Eis (2020) Dragonfly, Hamburg ISBN 978-3-7488-0051-4

- weitere Kinderbücher (Auswahl)
  - Pauls Piraten-Ferien (2003) Egmont Schneiderbuch ISBN 978-3-505-11896-8
  - Angelina Bodyguard: Mein verrückter Schutzengel (2009) arsEdition ISBN 3-7607-3651-3
  - Max liebt Frida (2011) arsEdition ISBN 978-3-7607-4053-9
  - Kalle gegen alle (2011) Tulipan ISBN 3-939944-75-0
  - Angelina Bodyguard: Mein verrückter Schutzengel (2012) arsEdition ISBN 978-3-7607-6548-8
  - Wenn ich aber nicht muss! (2013) Ravensburger ISBN 978-3-473-44613-1
  - Luftabong und Popapier: Ein wunderwitziger Kinder-Wort-Schatz (2011) Klett ISBN 3-941411-40-3
  - Wolle und Butz – Dicke Luft unter Freunden (2016) Ravensburger ISBN 978-3-473-44684-1
  - Der schaurige Schusch (2016) Ravensburger ISBN 978-3-473-44670-4
  - Torkel (2019) Tulipan Verlag ISBN 978-3-86429-430-3
  - Torkel – Ist Brokkoli giftig? (2020) Tulipan Verlag ISBN 978-3-86429-497-6
  - Der Schusch und der Bär (2020) Ravensburger ISBN 978-3-473-44710-7
  - Mopsa – Eine Maus kommt ganz groß raus (2020) Carlsen ISBN 978-3-551-65222-5
  - So ein toller Hecht (2024) Esslinger Verlag, Stuttgart ISBN 978-3-480-23884-2

- Deutsch als Fremdsprache
  - Der Tote im See Niveaustufe A2 (2020) Hueber Verlag, München ISBN 978-3-19-121672-6
  - Jungs sind keine Regenschirme Niveaustufe A2 (2020) Hueber Verlag, München ISBN 978-3-19-321672-4
  - Timo darf nicht sterben! Niveaustufe A2 (2023) Hueber Verlag, München ISBN 978-3-19-421672-3

- als Co-Autorin
  - Liebe.Stars@Eifersucht (mit Friederike Wilhelmi), (2005) arsEdition, München ISBN 978-3-7607-4029-4
  - Liebe.Chat@Castingfieber (mit Friederike Wilhelmi), (2005) arsEdition, München ISBN 978-3-7607-4012-6
  - Total verknallt (mit Friederike Wilhelmi), (2006) arsEdition, München ISBN 978-3-7607-1499-8
  - Liebe.Set@Moviestar (mit Friederike Wilhelmi), (2006) arsEdition, München ISBN 978-3-7607-4044-7
  - Kuss-echt! (mit Friederike Wilhelmi), (2008) arsEdition, München ISBN 978-3-7607-2869-8
  - Hey, ich werde erwachsen! (mit Friederike Wilhelmi), (2009) arsEdition, München ISBN 978-3-7607-1513-1